# Абду, Наджим
Наджи́м Абду́ (фр. Nadjim Abdou; род. 13 июля 1984, Мартиг) — коморский футболист. Выступал за сборную Комор.

## Клубная карьера
Родился в Мартиге, в одноимённом клубе и начал свою профессиональную карьеру в 2002 году. В 2003 году перешёл в «Седан», за который после 3 лет в Лиге 2, отыграл сезон 2006/07 в Лиге 1. «Седан» занял 19 место и вылетел в Лигу 2, а Абду стал свободным агентом.
20 августа 2007 года Наджим присоединился к команде из английского Чемпионшипа «Плимут Аргайл», подписав соглашение до конца сезона. Проведя довольно успешный год и приняв участие в 31 встрече, Наджим отказался продлевать контракт и присоединился к «Миллуоллу» на правах свободного агента.
В конце июне 2008 года Наджим заключил двухлетний контракт с клубом «Миллуолл». Несмотря на несколько травм в первом сезоне, Наджим стал игроком основного состава клуба, выступавшего в Первой лиге. В сезоне 2008/09 «Миллуолл» смог добраться до финала плей-офф первой лиги, однако проиграл в финале «Сканторпу». На следующий год Наджиму вместе с командой удалось добиться повышения в классе, обыграв «Суиндон», также в финале плей-офф. В сезоне 2012/13 Наджим за «Миллуолл» провёл 45 матчей, забив 1 гол.

## Карьера в сборной
Абду провёл первый матч за сборную Комор 9 октября 2010 года в отборочном матче к Кубку африканских наций 2012 против сборной Мозамбика.